# Alte Oberförsterei Neubruchhausen
Die Alte Oberförsterei Neubruchhausen in Bassum-Neubruchhausen, Sudwalder Straße 17 in der Parkanlage Buschkett, acht Kilometer östlich vom Kern der Stadt Bassum, stammt aus dem 18. Jahrhundert. Sie wird seit den 1980er Jahren als Kulturhaus genutzt.
Das Gebäude ist ein Baudenkmal in Bassum.

## Geschichte
Neubruchhausen hatte im Mittelalter eine Wasserburg. Das Verwaltungsgebäude der Burg als Vorwerk ist der heutige Standort der Oberförsterei.
Das eingeschossige Gebäude in Fachwerk mit Putzausfachungen, Krüppelwalmdach und Schleppgauben auf den Fundamenten und dem Gewölbe des Vorwerks wurde 1786 gebaut und danach mehrfach saniert. Daneben steht ein auch denkmalgeschütztes Nebengebäude.
Das Haus in einem Park wurde in den 1980er Jahren als Kulturhaus genutzt und zuletzt von 1990 bis 1998 durch die Initiative eines Erhaltungsvereins und mit Fördermitteln der Stadt Bassum und diverser Institutionen saniert und zu einem Dorfgemeinschaftshaus als Versammlungsort umgewandelt, u. a. für die örtlichen Vereine und Gruppen. Das Anwesen gehört der Stadt Bassum.
Erster Oberförster war Alfred Wackerhagen. Bekanntester Förster von 1892 bis 1924 war Friedrich Erdmann (1859–1943), der die anfälligen Monokulturen in natürlich gewachsene Mischwälder umwandelte; er wohnte in dem Haus bis zu seinem Tod.
In der Franzosenzeit (hier ab 1805) wurden hier geflohene und eingefangene Bauernsöhne aus dem Dorf im Gewölbekeller inhaftiert; zwangsrekrutiert mussten sie 1812/13 am Russlandfeldzug der Franzosen teilnehmen.